# 보도진로
보도진로(Bodojin-ro)는 인천광역시 서구 가좌동에 있는 인천광역시도로, 총 연장은 709m이다. 이름이 유래된 것은 인천교가 생기기 직전에 이 부근에 있었던 보도진 나루의 이름을 따서 명명 보도진 나루란 물이 빠질때 걸어서 건널 수 있는 나루라는 뜻을 가리킨다.

## 역사
- 2009년 9월 22일 : 도로명으로 보도진로를 고시

## 주요 경유지
- 서구
  - 가좌1동

## 접촉하는 도로
- 봉수대로
- 중봉대로

## 주요 건물 및 시설
- 지수산업 (보도진로 33/가좌동 173-225)
- 동양켐텍 (보도진로 74/가좌동 173-651)